# بهره‌برداری منابع طبیعی

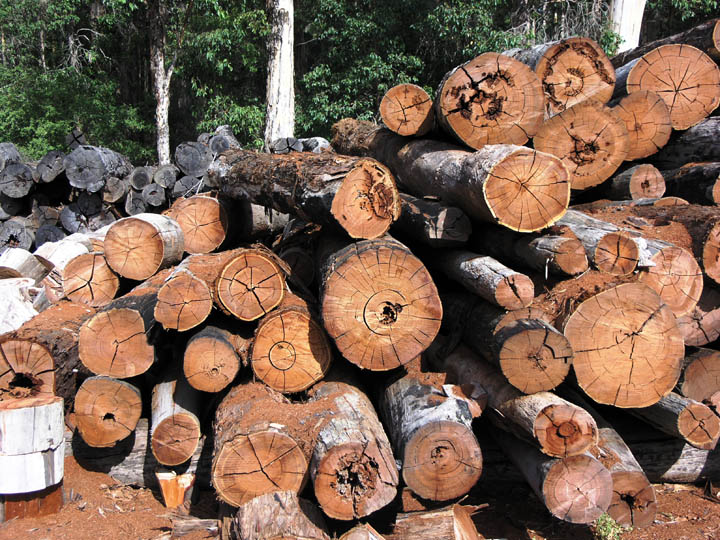
الوار

بهره‌برداری منابع طبیعی (به انگلیسی: Exploitation of natural resources)، استفاده از منابع طبیعی برای رشد اقتصادی است که گاهی با معنای منفی همراه با دگرگونی محیط زیست همراه است. در قرن نوزدهم در مقیاس صنعتی شروع به ظهور کرد زیرا استخراج و فرآوری مواد خام (مانند معدن، نیروی بخار و ماشین‌آلات) بسیار بیشتر از نواحی پیش از صنعتی شدن توسعه یافت. در طول قرن بیستم، مصرف انرژی به سرعت افزایش یافت. امروزه حدود ۸۰ درصد از انرژی مصرفی جهان از طریق استخراج سوخت‌های فسیلی که متشکل از نفت، زغال سنگ و گاز طبیعی است، تأمین می‌شود.